# Franz Deckers

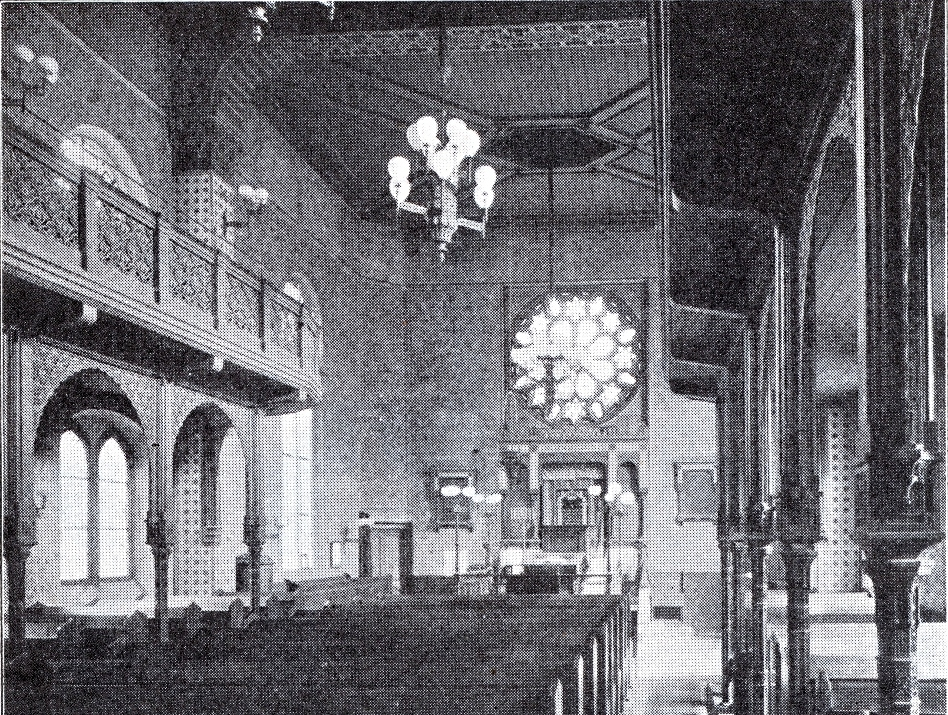
Alte Synagoge nach dem Umbau 1873/1875

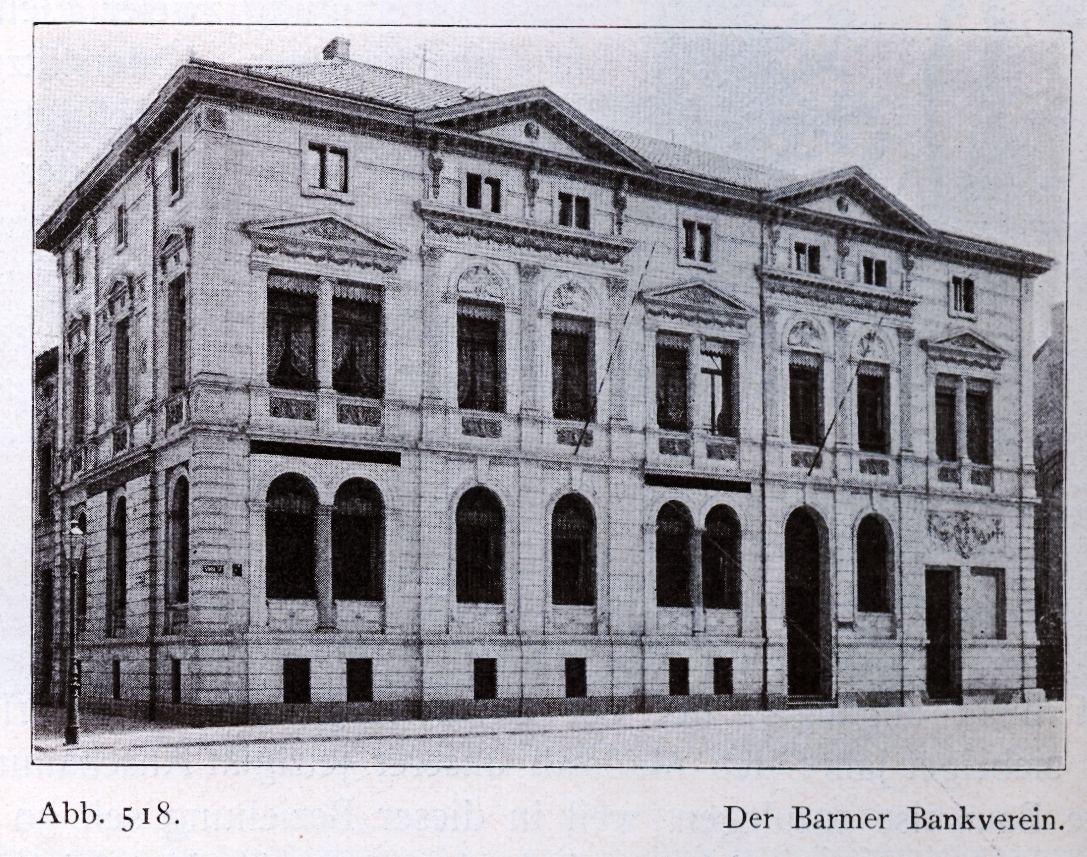
Hatzfeld’sches Palais

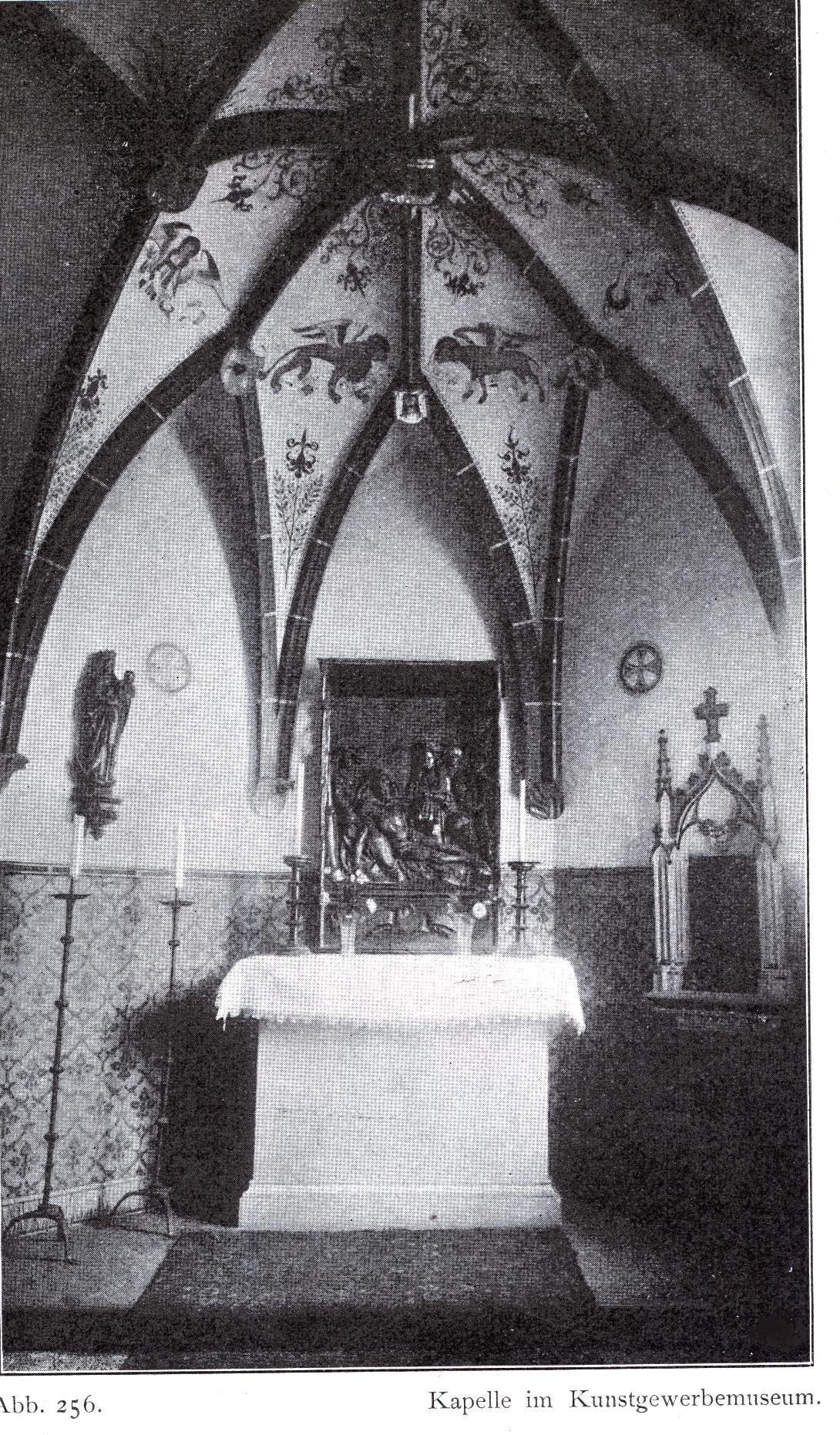
Kapelle im Kunstgewerbemuseum

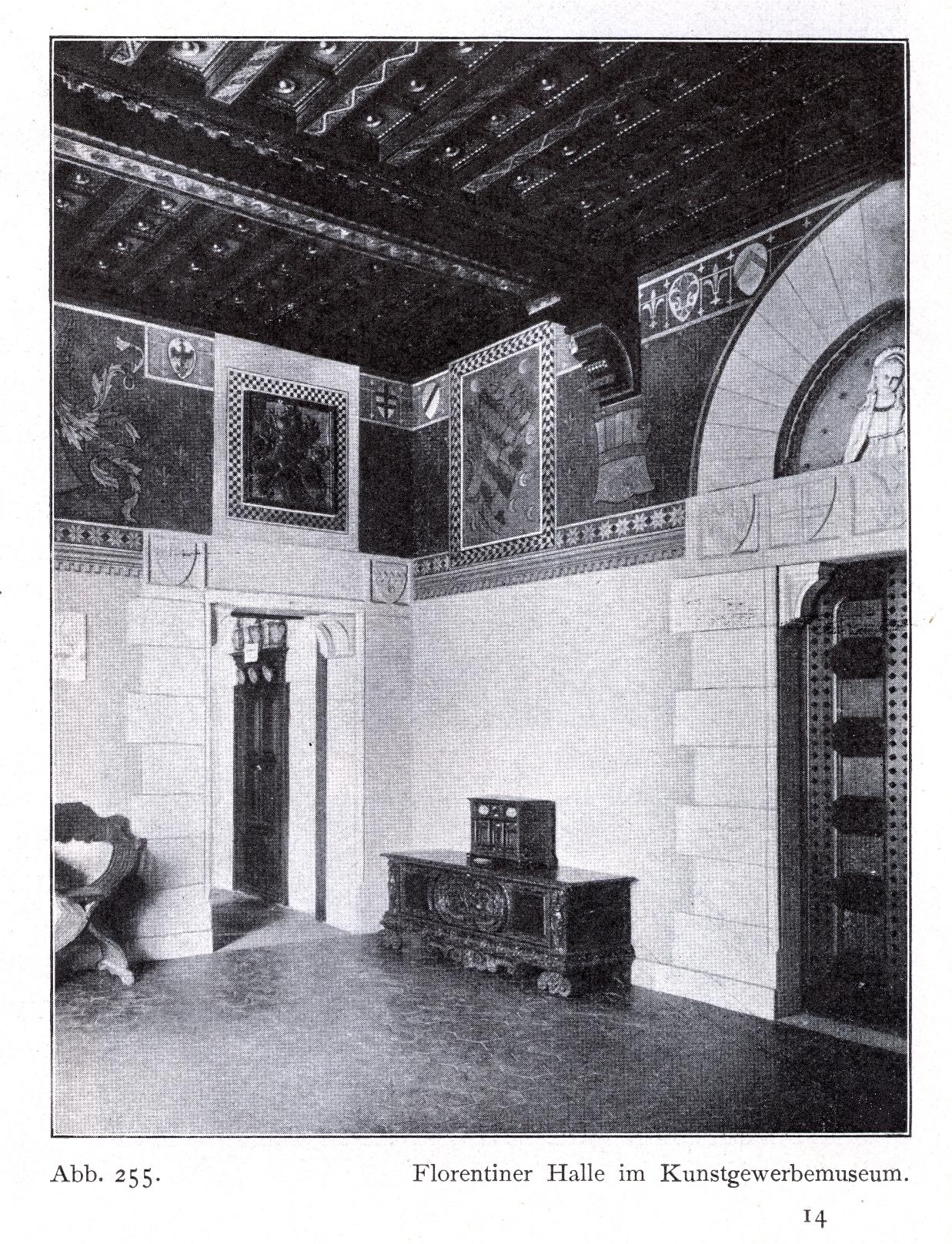
Florentiner Halle im Kunstgewerbemuseum

Franz Deckers (* 1. März 1826 in Düsseldorf; † 3. Juni 1908 ebenda) war ein deutscher Architekt, der in Düsseldorf lebte und arbeitete. Bekannt wurde er durch den Um- und Erweiterungsbau der Alten Synagoge in Düsseldorf.

## Leben
Franz Deckers wurde als Sohn eines Baumeisters in Düsseldorf geboren. Er verbrachte längere Zeit in Frankreich. Dann kehrte er nach Düsseldorf zurück. 1859 wohnte Deckers in der Bahnstraße 21. Dann wohnte er im Jahre 1865 an der Grünstraße 19. In den Jahren 1878 bis um 1900 wohnte er im Eigentum am Alexanderplatz 14. Der Alexanderplatz lag am Endpunkt der Grünstraße, ungefähr dort, wo sich heute der Platz (ohne Namen) mit den Einmündungen der Stresemannstraße und der Kreuzstraße in die Berliner Allee befindet.
Im Jahre 1898 wurde Franz Deckers zum Ehrenmitglied des Architekten- und Ingenieurvereins Düsseldorf ernannt. Im Kunstleben der Stadt Düsseldorf spielte Deckers „keine geringe Rolle, u. a. erwarb er sich große Verdienste um die Künstlergesellschaft Malkasten“.

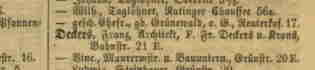
1859: Deckers, Franz, Architekt, Bahnstraße 21.
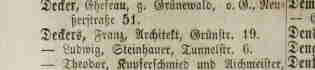
1865: Deckers, Franz, Architekt, Grünstraße 19.
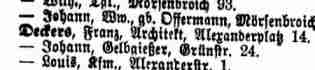
1878: Deckers, Franz, Architekt, Alexanderplatz 14.
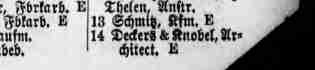
1880: (Alexanderplatz) 14 Deckers & Knobel, Architekt. E(igentümer).
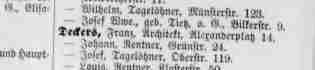
1887: Deckers, Franz, Architekt, Alexanderplatz 14
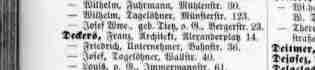
1891: Deckers, Franz, Architekt, Alexanderplatz 14.
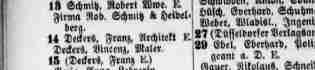
1897: (Alexanderplatz) 14 Deckers, Franz, Architekt E. Deckers, Vincenz, Maler.
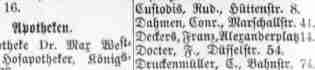
1899: Deckers, Franz, Alexanderplatz 14.
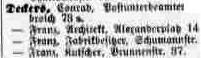
1900: Deckers, Franz, Architekt, Alexanderplatz 14.

## Familie
Sohn des Architekten war der Maler Vincent Deckers, der im Jahre 1897 bei seinem Vater wohnte.

## Werk
Deckers erbaute in Düsseldorf das Hatzfeld’sche Palais, verschiedene Privatbauten, Kasinos und Hotels. Als Mitarbeiter von Karl Hecker war er am Entwurf des Düsseldorfer Kunstgewerbemuseums beteiligt.
Bekannt wurde Deckers durch den Um- und Erweiterungsbau der Alten Synagoge in Düsseldorf. Da die jüdische Gemeinde im 19. Jahrhundert stark anwuchs, gab sie im Oktober 1873 eine Erweiterung der Synagoge in Auftrag, die von 1873 bis 1875 ausgeführt wurde. Dieser war im maurischen Stil gehalten: „Die Architekten Deckers & Kühn fertigten einen Entwurf an, von dem ein Aufriß der vorderen Fassade erhalten blieb. Dieser Aufriß zeigt eindeutig maurische Stilelemente.“ Bei der Einweihung der erweiterten Synagoge überreichte Franz Deckers dem jüdischen Gemeindevorstand den Schlüssel mit den Worten: „Wir hoffen beigetragen zu haben zur Verherrlichung Gottes, des allmächtigen Baumeisters aller Welten. Möge dieser Tempel Jahrhunderte lang eine Lehrstätte der Liebe zum Vaterland und der Liebe zum Nächsten sein und bleiben, unbeschadet des Glaubens und des religiösen Bekenntnisses.“
Die Rede Deckers wurde von Genger und Griese in Aspekte jüdischen Lebens in Düsseldorf und am Niederrhein kontrovers diskutiert:

„[Die Bauherren waren] Patrioten, aber daß eine Synagoge vorrangig eine ‚Lehrstätte der Liebe zum Vaterland‘ sei, dürften sie wohl kaum verkündet haben. Nächstenliebe: War Architekt Deckers von seinen Auftraggebern darüber belehrt worden, daß das Gebot der Nächstenliebe keine Erfindung der Christen ist, sondern auf die Thora, das heilige Buch der Juden zurückgehrt? Und was den Nebensatz anbetrifft, ‚unbeschadet des Glaubens und des religiösen Bekenntnisses‘ so meinte er vielleicht damit, daß alle Bürger des Deutschen Reiches unbeschadet des Glaubens und des religiösen Bekenntnisses im Genusse aller bürgerlichen und staatsbürgerlichen Rechte seien.“